# Sleepy Hollow (singolo)
Sleepy Hollow è un singolo del rapper statunitense Trippie Redd pubblicato il 7 ottobre 2020.

## Tracce
1. Sleepy Hollow – 1:41